# Socol
Socol (Sokolov in het Servisch) is een Roemeense gemeente in het district Caraș-Severin.
Socol telt 2043 inwoners. De gemeente ligt direct aan de grens met Servië. De meerderheid van de bevolking (50,3%) is etnisch Servisch. Ongeveer 35% van de bevolking is Roemeens.